# Durnes
Durnes é uma comuna francesa na região administrativa de Borgonha-Franco-Condado, no departamento de Doubs. Estende-se por uma área de 8,51 km². Em 2010 a comuna tinha 180 habitantes (densidade: 21,2 hab./km²).